# 南下加利福尼亞州
南下加利福尼亞州（西班牙語：Baja california sur，發音：[ˈbaxa kaliˈfoɾnja ˈsuɾ] ⓘ），簡稱南下加州，是墨西哥三十一個州之一，位於下加利福尼亞半島南部，西臨太平洋，東鄰加利福尼亞灣，北以北緯28度與下加利福尼亞州分開。首府拉巴斯。
1888年成立準州，1974年9月24日建州。

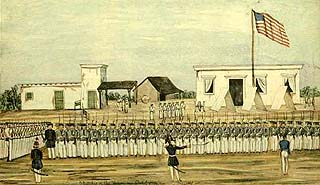
1847年11月，美墨戰爭後期的拉巴斯戰役結束後，美國海軍陸戰隊在拉巴斯上空升起美國國旗